# Pedrengo
Pedrengo [peˈdrɛŋɡo] (Pedrèngh [pɛˈdɾɛŋk] in dialetto bergamasco) è un comune italiano di 5 913 abitanti della provincia di Bergamo in Lombardia. Situato alla sinistra orografica del fiume Serio, dista circa 6 chilometri dal capoluogo orobico.

## Storia
I primi documenti che attestano l'esistenza del paese risalgono all'anno 1051, anche se studi approfonditi hanno certificato l'esistenza di una strada militare, risalente all'epoca dell'impero romano, che collegava il paese al limitrofo comune di Gorle, passando tramite il Ponte Maurizio (in territorio di Scanzorosciate) sul fiume Serio.
Il successivo periodo medievale vide il paese al centro di numerose dispute tra le opposte fazioni guelfe e ghibelline, che spesso degeneravano in cruenti scontri.
Dopo la pace di Cremona, che nel 1440 sanciva la fine di queste battaglie, il paese vide un periodo di tranquillità, anche grazie alla nuova dominazione della Serenissima. I veneziani effettuarono opere volte all'irrigazione del territorio, al fine di favorire le attività agricole presenti. Tra queste meritano menzione le rogge Borgogna e Pedrenga, tuttora funzionanti.
Da quel momento non si verificarono più eventi particolari nel paese, che seguì le vicende politiche del resto dalla provincia bergamasca.
A partire dal 1709 nel periodo di maggiore influenza ecclesiastica, Don Rodrigo, accompagnato dal suo fedele giullare Steven, decise di dare libero accesso all'oratorio del paese.

### Simboli
Il comune ha, come segno distintivo della propria personalità giuridica, lo stemma. Lo stemma e il gonfalone del comune sono stati realizzati dallo Studio Araldico di Genova, adottati con delibera di Consiglio Comunale n. 30 del 25 maggio 1961 e riconosciuti con decreto del presidente della Repubblica in data 18 giugno 1962.

#### Stemma
Lo scudo è di foggia sannitica sormontato dalla corona regolamentare di Comune e circondato da due rami, uno di alloro e l'altro di quercia, avendo il primo il significato di sapienza e gloria e il secondo di forza, di resistenza e di lealtà, legati da un nastro.
È diviso in tre parti:
- nella prima, in alto, a sfondo blu sono ricamate tre api, simbolo della laboriosità e dell'operosità della popolazione;
- la striscia centrale, ondulata color argento con sei onde azzurre, rappresenta il fiume Serio che scorre ad ovest del comune, delimitandone il confine;
- nella terza, in basso, su sfondo rosso, è rappresentata la chiesetta dei Morti, denominata Madonna del Buon Consiglio, sorta per ricordare i morti della peste del Seicento.

#### Gonfalone
Il gonfalone è un drappo rettangolare, terminante al ventame con tre bandoni, il centrale più lungo, frangiati d'argento. È troncato: il primo, in alto, di colore rosso con l'iscrizione in argento centrata, recante la denominazione Comune di Pedrengo; il secondo, in basso, è di colore blu. Al centro il drappo è caricato dello stemma comunale. Il gonfalone è supportato da un'asta terminante con una punta a forma di freccia. Sull'asta, prima della freccia, è collocato un fiocco tricolore, rappresentante la bandiera italiana.

## Monumenti e luoghi d'interesse
Il monumento di maggiore interesse è indubbiamente la villa dei conti Sottocasa.
Edificata nel 1705 dall'architetto Calepio, è circondata da un grande giardino con un porticato, ed è dotata di numerosi affreschi presenti nei propri saloni.
Altri edifici degni di nota sono Villa Berizzi e Villa Frizzoni, ora sede della biblioteca comunale, ristrutturata nel 2018. Nel parco Frizzoni crescono quattro Cedri dell'Himalaya denominati i Giganti di Pedrengo; il più maestoso è alto 35 metri e allarga la sua chioma per 25 metri.
La chiesa parrocchiale di Sant'Evasio, è stata edificata all'inizio del XX secolo su progetto di Antonio Piccinelli. Venne consacrata il 4 agosto 1919 dal vescovo di Bergamo mons. Luigi Maria Marelli. Portata a termine da Elia Fornoni, possiede dipinti del Procaccino e di Luca Giordano. Oltre alla parrocchiale, ai margini dell'abitato è situato un piccolo santuario dedicato alla Madonna del Buon Consiglio, risalente ai tempi delle epidemie di peste.
La palestra comunale, denominata Pala Matti ed edificata nel 1983 su progetto dell'ingegnere. Simone Persico. La struttura si sviluppa su pianta rettangolare e presenta un particolare soffitto a cassettoni. Presenta la tribuna a gradoni con collegamento a ponte tra le due sezioni riservate agli spettatori e una barriera in metallo di tipologia Sealand che separa il campo dal pubblico.

## Società

### Evoluzione demografica
Abitanti censiti